# Curtis in Chicago: Recorded Live!
Curtis in Chicago: Recorded Live! es un álbum en vivo del músico estadounidense Curtis Mayfield. Fue publicado en octubre de 1973 a través de Curtom Records.

## Recepción de la crítica
Un escritor no especificado de la revista Cash Box escribió: “Este fabuloso LP explota con innovación y nostalgia simultáneamente”. Un escritor no especificado de la revista Record World escribió: “Superfly Curtis hizo esta maravillosa reunión con miembros de los viejos y nuevos Impressions en una sesión en vivo en una estación de televisión de Chicago. [...] Muchos éxitos, mucha emoción y mucho amor”. Un escritor no especificado de la revista Billboard describió Curtis in Chicago como una “buena grabación en vivo”.

## Lista de canciones
Todas las canciones escritas y compuestas por Curtis Mayfield, excepto donde esta anotado. 
| Lado uno |                                                                        |                                                   |          |  |
| N.º      | Título                                                                 | Artista(s)                                        | Duración |  |
| 1.       | «Superfly»                                                             | Curtis Mayfield                                   | 5:24     |  |
| 2.       | «For Your Precious Love» (Arthur Brooks, Richard Brooks, Jerry Butler) | Curtis Mayfield, Jerry Butler and The Impressions | 2:40     |  |
| 3.       | «I'm So Proud»                                                         | The Impressions                                   | 3:18     |  |
| 4.       | «For Once in My Life» (Orlando Murden, Ronald Miller)                  | The New Impressions                               | 2:48     |  |
| 5.       | «Preacher Man»                                                         | The New Impressions                               | 3:16     |  |

| Lado dos |                                                                |                                                                          |          |  |
| N.º      | Título                                                         | Artista(s)                                                               | Duración |  |
| 1.       | «If I Were Only a Child Again»                                 | Curtis Mayfield                                                          | 4:50     |  |
| 2.       | «Duke of Earl» (Gene Chandler, Earl Edwards, Bernice Williams) | Gene Chandler                                                            | 3:32     |  |
| 3.       | «Love Oh Love» (Janice Hutson, Leroy Hutson, Michael Hawkins)  | Leroy Hutson                                                             | 4:42     |  |
| 4.       | «Amen» (Mayfield, Johnny Pate)                                 | Curtis Mayfield, Gene Chandler, Leroy Hutson, The Impressions and Guests | 3:00     |  |

## Posicionamiento
| Gráfica (1973)                            | Pico de posición |
| ----------------------------------------- | ---------------- |
| Estados Unidos (Billboard Top LPs & Tape) | 135              |
| Estados Unidos (Cash Box Top 100 Albums)  | 95               |